# 天野隆綱
天野 隆綱（あまの たかつな）は、戦国時代の武将。大内氏、毛利氏の家臣。安芸国賀茂郡志芳庄の米山城を本拠とした国人である生城山天野氏の当主。

## 出自
安芸天野氏は、藤原南家工藤氏の一族で安芸国に下向し国人化したもので、隆綱の系統は天野顕義から始まる生城山天野氏にあたる。同じく安芸の国人である天野隆重・天野隆良・天野元明の一族の系統は金明山天野氏である。
天野氏は安芸に土着する国人領主で、毛利氏や宍戸氏などとは元々同格の立場である。代々周防国の大内氏の影響下にあったが、隆綱の父である天野興定の代に出雲国の尼子経久の勢力が安芸に浸透してくるようになると、大内氏を離反し尼子氏へ属した。しかし勢力を盛り返した大内義興が大永5年（1525年）に天野氏の米山城を包囲し、天野氏は滅亡寸前にまで追い込まれるも毛利元就の取り成しにより降伏を許された。これを機に興定は、元就と等閑なき旨を誓約する起請文を取り交わして元就との関係を深め、以後は親大内・親毛利の立場を貫いた。

## 生涯
安芸国の国人・天野興定の子として誕生。
天文年間に隆綱は大内義隆の許で人質時代を過ごし、大内義隆から偏諱を受け隆綱と名乗った。またこの時、同じく大内氏の人質時代を過ごしたことから毛利隆元との親交を深め、天文18年（1549年）には隆元と兄弟の契約を結んでいる。
天文16年（1547年）に父・興定の後を継いだ隆綱は、天文23年（1554年）に毛利氏が大内氏から独立すると、いち早く毛利氏に属する旨の起請文を出した。翌弘治元年（1555年）には武運長久・寿命長隠のために、並滝寺に東西条・原村の80貫の地を寄進したが、厳島の戦いの直後の同年11月27日に死去。隆綱には嫡男がおらず、弟・元定が後を継いだ。

## 系譜
- 父：天野興定（1475-1541?）
- 正室：弘中隆兼の娘
- 生母不明の子
  - 男子：澄月（?-1569） - 出家。永禄12年5月28日（1569年6月12日）に自害[2]。